# Parafia Świętego Brata Alberta w Bornem Sulinowie
Parafia pw. Świętego Brata Alberta w Bornem Sulinowie – parafia rzymskokatolicka z siedzibą w Bornem Sulinowie, należąca do dekanatu Szczecinek, diecezji koszalińsko-kołobrzeskiej, metropolii szczecińsko-kamieńskiej. Została utworzona w 1993 roku. Siedziba parafii mieści się przy Alei Niepodległości.

## Kościoły parafii

### Kościół parafialny
Kościół pw. św. Brata Alberta w Bornem Sulinowie został zbudowany w 1976 jako kino, przebudowany w 1997. 

### Kościoły filialne i kaplice
- Kaplica w klasztorze Sióstr Karmelitanek w Bornem Sulinowie
- Punkt odprawiania Mszy św. w Bornem Sulinowie